# Học viện siêu anh hùng: 2 người hùng
My Hero Academia: Two Heroes (tiếng Nhật: 僕のヒーローアカデミア THE MOVIE ～２人の英雄ヒーロー～; phiên âm Hepburn: Boku no hīrōakademia: Futari no eiyū) là một bộ phim siêu anh hùng thể loại anime vào năm 2018 dựa trên bộ truyện tranh My Hero Academia của Kōhei Horikoshi. Lấy bối cảnh giữa phần hai và phần ba của bộ anime, bộ phim được đạo diễn bởi Kenji Nagasaki và do Bones sản xuất.

## Nội dung
Bối cảnh câu chuyện xảy ra trong thế giới mà 80% dân số toàn cầu đều sở hữu những khả năng đặc biệt được gọi là Quirks (個性 Kosei, nghĩa là dị năng hay cá tính), và nó đã chuẩn mực của xã hội. Thông thường các nhân vật anh hùng sẽ có vẻ ngoài soái khí ngời ngời, nhưng Midoriya Izuku, một học sinh cấp 2 lại là ngoại lệ khi không có Quirks, trở thành kẻ "Vô năng" trong xã hội, đập tan ước mơ trở thành một Anh hùng (ヒーロー Hīrō). Cứ tưởng chừng không có cơ hội để thực hiện mơ ước, All Might, anh hùng số một thế giới và cũng là thần tượng của Izuku, đã ban cho cậu năng lực One for All.
Trong bộ phim này, nội dung xoay quanh cuộc hành trình cậu bé Izuku sau học kỳ đầu tiên tại Học viện U.A, cũng như sau khi trải qua những lần đối đầu với kẻ thù lớn nhất của thế giới là "All For One" - kẻ mang sức mạnh chiếm đoạt các dị năng khác. Mang nặng mối lo nhưng Izuku sẽ được thư giãn vui chơi tại hòn đảo của những nhà khoa học lừng danh và biết thêm về quá khứ của All Might. Tuy nhiên không vì lẽ đó mà cái ác chịu đứng yên khi những thế lực xấu tiếp tục lên kế hoạch tấn công vào hòn đảo kiên cố nhất thế giới này.

## Nhân vật chính
Midoriya Izuku (緑谷 出久 Midoriya Izuku) / Deku (デ ク)
Lồng tiếng bởi: Daiki Yamashita
Biệt danh Deku (デ ク) của cậu là do người bạn thời thơ ấu Bakugo Katsuki gán ghép dựa trên từ tiếng Nhật có nghĩa là "không làm được điều gì". Izuku là một cậu bé nhút nhát nhưng tốt bụng, rất am hiểu về các anh hùng và có ước mơ trở thành một anh hùng giống như thần tượng của mình, All Might. Mặc dù là một trong số 20% dân số sinh ra mà không sở hữu siêu năng lực nào, nhưng đến khi cậu gặp người hùng thần tượng của mình trong lúc cố gắng cứu Katsuki khỏi một tội phạm, Izuku được All Might chọn để trở thành người kế thừa thứ chín của One For All (ワン・フォー・オール Wan Fō Ōru) một năng lực giúp tăng cường sức mạnh được truyền qua nhiều thế hệ, với sự tồn tại được giữ kín với công chúng để ngăn chặn sự hỗn loạn. Sau khi luyện tập cơ thể của mình để nhận One For All (được cậu ghi là "siêu sức mạnh" nhờ lỗ hổng trong hệ thống đăng ký của U.A nhằm giữ bí mật về One For All). Cậu đã xoay xở để ngày càng sử dụng One For All hoàn thiện hơn. Cậu cũng bắt đầu phát triển một kết nối tinh thần với những người dùng trước đây của One For All thông qua năng lực. Izuku bù trừ cho những hạn chế của One For All bằng trí tuệ của mình (cậu đã viết ít nhất 13 tập vở dựa trên các anh hùng khác, gồm cả những người bạn của mình) và một bản năng khao khát cứu người. Lúc đầu cậu rất ghét cái tên Deku, nhưng sau khi nghe Ochako nói rằng biệt danh của cậu nghe rất giống dekiru (できる, nghĩa là "cố gắng hết mình"), Izuku cuối cùng đã chọn câu nói đó làm ý nghĩa cho biệt danh này và lấy làm tên anh hùng của mình.
Bakugou Katsuki (爆豪 勝己 Bakugō Katsuki) / Kacchan (か っ ち ゃ ん)
Lồng tiếng bởi: Nobuhiko Okamoto
Katsuki là bạn thời thơ ấu của Izuku và cũng học cùng lớp với Izuku tại lớp 1-A, Học viện U.A, người mà Izuku gọi là Kacchan (か っ ち ゃ ん). Cậu sở hữu năng lực Bộc Phá (爆破 Bakuha), mồ hôi của cậu có các đặc tính giống với nitroglycerin và cậu có thể kích nổ chúng theo ý muốn. Do có một siêu năng lực mạnh từ lúc nhỏ, Katsuki trở thành một đứa trẻ bạo lực và cực kì ngạo mạn, thường bắt nạt Izuku vì luôn cảm thấy Izuku khinh thường mình. Mặc dù bị nhiều người nhận xét rằng cậu hành động giống như một tên tội phạm, nhưng Katsuki luôn có khát vọng trở thành một anh hùng mạnh mẽ như All Might. Katsuki rất thông minh và tài năng, cậu luôn được nhiều anh hùng chuyên nghiệp khen ngợi về kỹ năng và năng lực của mình, thậm chí cậu còn được nhiều người coi là thiên tài bẩm sinh. Katsuki rất khao khát chiến thắng vì luôn ngưỡng mộ tư thế chiến thắng của All Might mỗi khi ông đánh bại lũ tội phạm. Do đó, cậu luôn đặt mục tiêu của mình là phải chiến thắng và trở thành người số một, khao khát chiến thắng của cậu lớn đến mức cậu đã tự mình chống lại Liên Minh Tội Phạm khi bị bọn chúng bắt đi hòng chiêu mộ cậu. Sau này, khi nhận ra rằng Izuku ngày càng tiến bộ, cậu đã suy luận chính xác về sự tồn tại của One For All và hứa sẽ giữ bí mật về điều này. Katsuki cuối cùng đã dần cởi mở hơn với Izuku và tuyên bố rằng sẽ vượt qua cậu ta.
Yagi Toshinori (八木 俊典 Yagi Toshinori) / All Might (オール・マイト Ōru Maito)
Lồng tiếng bởi: Kenta Miyake
Là anh hùng vĩ đại nhất thế giới và được coi là Biểu tượng Hòa Bình (平和 の 象 徴 Heiwa no Shōchō) và là cố vấn của Izuku. Ông bẩm sinh là người vô năng như Izuku, ông thừa hưởng năng lực One For All từ sư phụ của mình, Shimura Nana khi đang theo học tại U.A. Ông đã được đào tạo bởi Gran Torino trước khi đi du học ở nước ngoài để tạm thời tránh xa sự kiểm soát của All For One sau khi tên tội phạm này giết sư phụ ông. Toshinori có thể sử dụng One For All để biến thành dạng cơ bắp trông giống như những siêu anh hùng trong comic Mỹ. Toshinori đã đặt tên cho mình là All Might, bí mật về năng lực của ông chỉ được một số ít người biết, bao gồm Hiệu trưởng Nezu, y tá Recovery Girl của U.A và một vài anh hùng chuyên nghiệp. 5 năm trước khi bộ truyện bắt đầu, All Might đã đánh bại All For One trong một trận chiến nhưng ông đã phải nhận một vết thương nghiêm trọng, tàn phá cơ thể của ông đến mức hạn chế thời gian sử dụng One For All của ông xuống chỉ còn ba giờ. Điều này buộc All Might phải tìm một người kế thừa xứng đáng với năng lực trong khi tham gia U.A với tư cách là một giáo viên, ông chọn Izuku khi thấy sự dũng cảm của cậu và truyền cho cậu One For All. Cuối cùng, khi việc sử dụng One For All của ông giảm xuống chỉ còn vài giây, Toshinori nghỉ hưu để tập trung hoàn toàn vào việc giảng dạy trong khi vẫn tiếp tục dạy dỗ Izuku.
Uraraka Ochako (麗日 お茶子 Uraraka Ochako) / Uravity (ウラビティ Urabiti)
Lồng tiếng bởi: Ayane Sakura
Ochako là cô bạn thân của Izuku. Năng lực của cô là Zero Gravity (無重力（ゼログラビティ）Zero Gurabiti), cho cô khả năng làm bất kì mục tiêu nào bị cô chạm vào trở nên lơ lửng. Tương tự như Katsuki, cô cũng thường gọi Izuku là "Deku". Tuy nhiên, không giống như Katsuki, cô cho rằng rằng "Deku" mang lại cảm giác không bao giờ bỏ cuộc, và cuối cùng chuyển sang gọi là Deku-kun (デ ク く ん), một động lực thúc đẩy Izuku chấp nhận cái tên. Xuất thân từ một gia đình trung lưu của một công ty xây dựng, Ochako mong muốn trở thành một anh hùng để đảm bảo cho cha mẹ của cô một cuộc sống sung túc, bất chấp nỗ lực khuyên bảo của cha cô là hãy tìm con đường riêng cho mình. Tuy nhiên, sau này Ochako đã nhận ra rằng mình muốn bảo vệ tất cả mọi người và luôn cố gắng trở thành anh hùng để có thể làm điều đó.
Iida Tenya 飯田 天哉 Īda Ten'ya) / Ingenium (インゲニウム Ingeniumu)
Lồng tiếng bởi: Kaito Ishikawa
Lớp trưởng của lớp 1-A. Một người hiếu học, có một vẻ ngoài nghiêm túc và đáng sợ ngay từ cái nhìn đầu tiên. Tuy vậy nhưng thực ra cậu chỉ trung thực và nghiêm khắc về trình độ để trở thành một anh hùng. Trong kỳ thi tuyển sinh, cậu liên tục nhắc nhở Izuku về những điều mà cậu coi là thiếu tôn trọng. Tuy nhiên, sau khi chứng kiến cảnh Izuku cứu Ochako, cậu đã tự nhận ra sai lầm của mình và thấy rằng Izuku đã nhận ra bản chất thực sự của bài kiểm tra. Cậu cho rằng Izuku giỏi hơn mình và ngay lập tức xin lỗi vì hành vi của cậu và cuối cùng kết bạn với Izuku. Năng lực của cậu là Engine (エ ン ジ ン Enjin), đem lại cho cậu một tốc độ siêu phàm thông qua động cơ phản lực ở bắp chân. Cậu xuất thân từ một gia đình nổi tiếng, những người đã trở thành anh hùng trong nhiều thế hệ. Đặc biệt là anh trai của cậu, Tensei, người ban đầu sở hữu tên anh hùng Ingenium, đã truyền cảm hứng cho cậu trở thành một anh hùng. Ban đầu, cậu dùng tên thật để đặt cho tên anh hùng của mình, tuy nhiên Tenya đã thừa kế tên của anh trai mình sau khi Tensei trở nên tàn tật vì bị Stain tấn công và buộc phải nghỉ hưu.
Todoroki Shouto (轟 焦凍 Todoroki Shōto) / Shoto (ショート Shōto)
Lồng tiếng bởi: Yūki Kaji
Một học sinh trong lớp 1-A sở hữu năng lực Nửa Nhiệt – Nửa Băng (半冷半燃 Hanrei Hannen), cho cậu khả năng tạo ra lửa từ phía bên trái và băng từ bên phải cơ thể. Cậu là anh hùng mạnh nhì trong lớp 1-A,sau Deku và là con trai út của Endeavor, anh hùng đứng thứ hai sau All Might, cậu cũng là một trong bốn học sinh được tiến cử vào Học viện U.A. Tuy nhiên, cha cậu chỉ kết hôn với mẹ cậu vì siêu năng lực, với hy vọng rằng ông có thể nuôi dạy con mình vượt qua All Might, dẫn đến một tuổi thơ mà cậu bị lạm dụng, vì tất cả anh chị em của cậu đều không thể đáp ứng được kỳ vọng của ông. Mẹ của Shouto nhanh chóng cảm thấy sợ con trai mình vì sự giống nhau của cậu với ông, khiến bà đã hắt nước sôi màu mắt trái cậu (phần mắt cùng màu của cậu với cha) và nó đã để lại một vết sẹo lớn. Ban đầu, Shouto là một người rất lạnh lùng và cô độc, dự định trở thành một anh hùng chỉ với phần băng của mẹ và chối bỏ phần lửa của cha. Tuy nhiên, sau trận đấu của cậu với Izuku, Shouto đã nhận ra hình tượng mà mình muốn trở thành và bắt đầu chấp nhận phần sức mạnh lửa này. Shouto cũng dần mở lòng và trở nên hòa đồng hơn với mọi người xung quanh. Sau đó, cậu quyết định sẽ vượt qua sự đấu tranh nội tâm bằng cách gặp mẹ mình, với hy vọng rằng họ có thể bỏ qua lỗi lầm trong quá khứ với nhau. Cho đến nay, Shouto luôn sử dụng tên thật cho tên anh hùng của mình.
Yaoyorozu Momo (八 百万 百 Yaoyorozu Momo) / Creati (万物ヒーロー クリエイティ Banbutsu Hīrō Kurieiti, Everything Hero "Creati")
Lồng tiếng bởi: Marina Inoue
Lớp phó của lớp 1-A sở hữu năng lực Sáng Tạo 創造 Sōzō), cho cô khả năng tạo ra bất kỳ vật thể nào không phải sinh vật sống từ chất béo trong cơ thể mình, miễn là biết thành phần phân tử của nó. Cô có thể tạo ra ngay lập tức và cũng phải tiếp nhiên liệu bằng cách ăn một lượng lớn thức ăn để tạo ra nhiều đồ vật hơn. Là một trong bốn học sinh được tiến cử vào Học viện U.A, Momo sở hữu trí thông minh và khả năng điều tiết tuyệt vời.
Jirou Kyouka (耳郎響香 Jirō Kyōka / Earphone Jack (ヒアヒーローイヤホン•ジャック Hia Hiro Iyahon Jakku, Hearing Hero "Earphone Jack")
Lồng tiếng bởi: Kei Shindō
Một nữ sinh của lớp 1-A sở hữu năng lực Earphone Jack (イヤホンジャック Iyahon Jakku), cho cô khả năng kéo dài tai nghe có giắc cắm của mình vào đối tượng để nghe âm thanh, hoặc truyền âm thanh từ nhịp tim của mình qua đó. Kyoka có một tính cách khá thờ ơ, nhưng thực ra cô cũng rất quan tâm đến cảm xúc của người khác, cô cũng là một tài năng âm nhạc khi có thể chơi được nhiều loại nhạc cụ và giọng hát tuyệt vời của mình.
Mineta Minoru (峰田 実 Mineta Minoru) / Grape Juice (モギタテヒーロー グレープ・ジュース Mogitate Hīrō Gurēpu Jūsu, Fresh-Picked Hero "Grape Juice")
Lồng tiếng bởi: Ryō Hirohashi
Học sinh thấp nhất của lớp 1-A, cậu là một người dâm dê, thường xuyên đưa ra những nhận xét và những câu chuyện biến thái, đặc biệt là về các học sinh nữ trong lớp. Mineta sở hữu năng lực Kết Dính (も ぎ も ぎ Mogimogi), cho cậu khả năng tạo ra nhiều quả bóng nhỏ, có độ bám dính cao mà cậu có thể nhổ ra từ đầu. Mineta miễn dịch với các hiệu ứng kết dính của chúng và có thể nhúng nhảy trên chúng vì chúng cực kỳ đàn hồi.